# Licht für Palermo
Licht für Palermo ist ein Dokumentarfilm des DEFA-Studios für Wochenschau und Dokumentarfilme von Karl Gass aus dem Jahr 1961.

## Handlung
Mit Bildern vom Hafen in Palermo begrüßt der Sprecher des Films die dort angekommenen Touristen, die soeben die schönste Insel Italiens betreten haben. Mildes Klima, reizende Landschaften und alte Baudenkmäler werden die vor ihnen liegenden Urlaubstage zu einem wahren Genuss machen. Das Filmteam will aber weiter nach Partinico, wo ein berühmter Sohn des Landes lebt. Dort liegt in einer Seitenstraße ein Institut, welches vom Weltfriedenspreisträger Danilo Dolci geleitet wird. 1956 erlangte er seine Bekanntheit, als er bei einem umgekehrten Streik mehrere Arbeiter zu verbotener Arbeit bewegt hat. Das Ergebnis waren Verhaftungen und ein Prozess bei dem er, der Christ und seine kommunistischen Mitstreiter, zu mehreren Monaten Gefängnis verurteilt wurden. Dieser Mann, der von Karl Gass interviewt wird, erzählt, dass mehrere Spezialisten seines Instituts die Bevölkerung befragten, welche Probleme durch sie selbst erledigt werden könnten. Die wichtigsten Antworten waren Armut, Unwissenheit und Gewalt. Jetzt untersucht Danilo Dolci mit seinen Mitarbeitern die Mordtaten der Mafia. Als Karl Gass wissen will, wo man etwas über die Probleme der Arbeiter erfahren kann, erhält er den Rat, sich am besten in den Zentren der Städte umzusehen, wozu sich besonders Palermo anbietet.
Zu Palermo gehört auch Mondello, welches durch seine Lage am Meer, die schönen Hotels, bunte Villen, Blumen, Palmen und Springbrunnen bekannt ist. Jedoch ist das auch das wahre Gesicht der ganzen Stadt? Die Erbauer dieses schönen Vororts wohnen aber nur ein paar Meter weiter in den engen, lichtlosen Gassen Palermos. Alt wird man in dieser Gegend nicht, selbst die Katzen sterben früher. Die Hälfte der Kinder hat noch nie eine Schule gesehen und schwere Krankheiten sind hier zu Hause. Die typischen Berufe der Bewohner sind Hausierer, Handlanger, Altwarenhändler und Handlanger, die sich mit Gelegenheitsarbeiten über Wasser halten. Dunkle, nasse und baufällige Löcher müssen als Wohnungen herhalten, keine Wohnung hat fließendes Wasser oder eine abgetrennte Toilette. Allein im Elendsviertel Al Capo müssen sich 576 Personen 91 Räume mit 220 Schlafplätzen teilen, das heißt ein Raum steht für 6,33 Personen und ein Schlafplatz für 2,5 Personen zur Verfügung. In solchen Behausungen müssen allein in Palermo über 150 Tausend Bewohner leben. Im Jahre 1961 sind 76 Prozent der Sizilianer Analphabeten und nur 1/3 hat eine bezahlte Beschäftigung. Im Alter zwischen 12 und 14 haben die Kinder die einzige Chance zur Vollbeschäftigung, da für sie nur ein Lohn von 10 bis 12 Mark in der Woche bezahlt werden muss. Deshalb haben sie vorzeitig und ohne Abschluss die Schule verlassen. Von dem Verdienst kann zwar keiner leben, aber ohne diesen Zuschuss geht es zu Hause nicht. Doch Italiens Kommunisten sind stark, wenn es auch nicht immer zu sehen ist.
Durch Danilo Dolci haben die Filmleute aus der DDR das wahre „Paradies“ des Mittelmeeres gesehen, wofür sie sich am Schluss des Films bedanken.

## Produktion
Licht für Palermo wurde von dem DEFA-Studio für Wochenschau und Dokumentarfilme auf Agfacolor der Filmfabrik Wolfen (für das reiche Palermo), mit längeren Schwarzweißfilm-Sequenzen (für das arme Palermo), gedreht.
Die Anregung für diesen Dokumentationsfilm bekam Karl Gass durch das im Union Verlag Berlin erschienene Buch Umfrage in Palermo von Danilo Dolci. Die Premiere fand am 14. April 1961 statt.